# Cudrefin
Cudrefin [kydʀəˈfɛ̃] ist eine politische Gemeinde im Distrikt Broye-Vully im Kanton Waadt in der Schweiz. Der frühere deutsche Ortsname Guderfi wird heute nicht mehr verwendet.

## Geographie
Cudrefin liegt auf 434 m ü. M., 16 km nordöstlich des Bezirkshauptortes Payerne (Luftlinie). Das Dorf erstreckt sich in der Ebene nördlich des Höhenzuges des Mont Vully, nahe dem Südostufer des Neuenburgersees, gegenüber der Stadt Neuenburg, im Schweizer Mittelland. Cudrefin ist die nördlichste Gemeinde des Kantons.
Die Fläche des 15,8 km² grossen Gemeindegebiets umfasst einen Abschnitt am Südostufer des Neuenburgersees. Der Gemeindeboden erstreckt sich vom Seeufer südwärts über einen Schilf- und Waldgürtel in die bis zu 2 km breite Ebene Marais de Cudrefin. Die nordöstliche Grenze verläuft entlang des untersten Abschnittes des Canal de la Broye (Broyekanal zwischen dem Murtensee und dem Neuenburgersee). Südlich an die Ebene schliesst der breite Höhenrücken südwestlich des Mont Vully an, der durch mehrere Tälchen und Hügelkämme untergliedert ist. Der höchste Punkt von Cudrefin wird mit 578 m ü. M. am Rand des Waldes Bois de l'Allou erreicht. Im äussersten Südwesten befindet sich das Waldgebiet Bois de Ville. Hier hat sich zwischen dem Höhenrücken und dem Neuenburgersee ein bis zu 70 m hoher, teils felsiger Steilhang ausgebildet. Von der Gemeindefläche entfielen 1997 7 % auf Siedlungen, 24 % auf Wald und Gehölze, 61 % auf Landwirtschaft und etwas mehr als 8 % war unproduktives Land (Sumpfgebiet und Schilfgürtel entlang des Neuenburgersees). Der Schilfgürtel ist heute als Naturreservat und Vogelschutzgebiet ausgewiesen.
Zu Cudrefin gehören das bis 2001 selbständige Dorf Champmartin, die Weiler Montet (480 m ü. M.) am Nordabhang des Höhenrückens, Vers chez Jacot (435 m ü. M.) und Le Moulin (444 m ü. M.) am Dorfbach von Cudrefin, die Hofsiedlungen La Sauge (436 m ü. M.) am linken Ufer des Broyekanals und Pégran (450 m ü. M.) am Fuss des Mont Vully sowie einige Einzelhöfe. Nachbargemeinden von Cudrefin sind Vully-les-Lacs im Kanton Waadt, Mont-Vully im Kanton Freiburg und Ins im Kanton Bern.

## Bevölkerung
Mit 1877 Einwohnern (Stand 31. Dezember 2023) gehört Cudrefin zu den kleineren Gemeinden des Kantons Waadt. Von den Bewohnern sind 74,7 % französischsprachig, 21,1 % deutschsprachig und 1,6 % portugiesischsprachig (Stand 2000). Die Bevölkerungszahl von Cudrefin belief sich 1850 auf 740 Einwohner, 1900 auf 699 Einwohner (jeweils inklusive Champmartin). Nachdem die Bevölkerung bis 1970 auf 571 Personen abgenommen hatte, wurde seither wieder eine deutliche Bevölkerungszunahme registriert.

## Wirtschaft

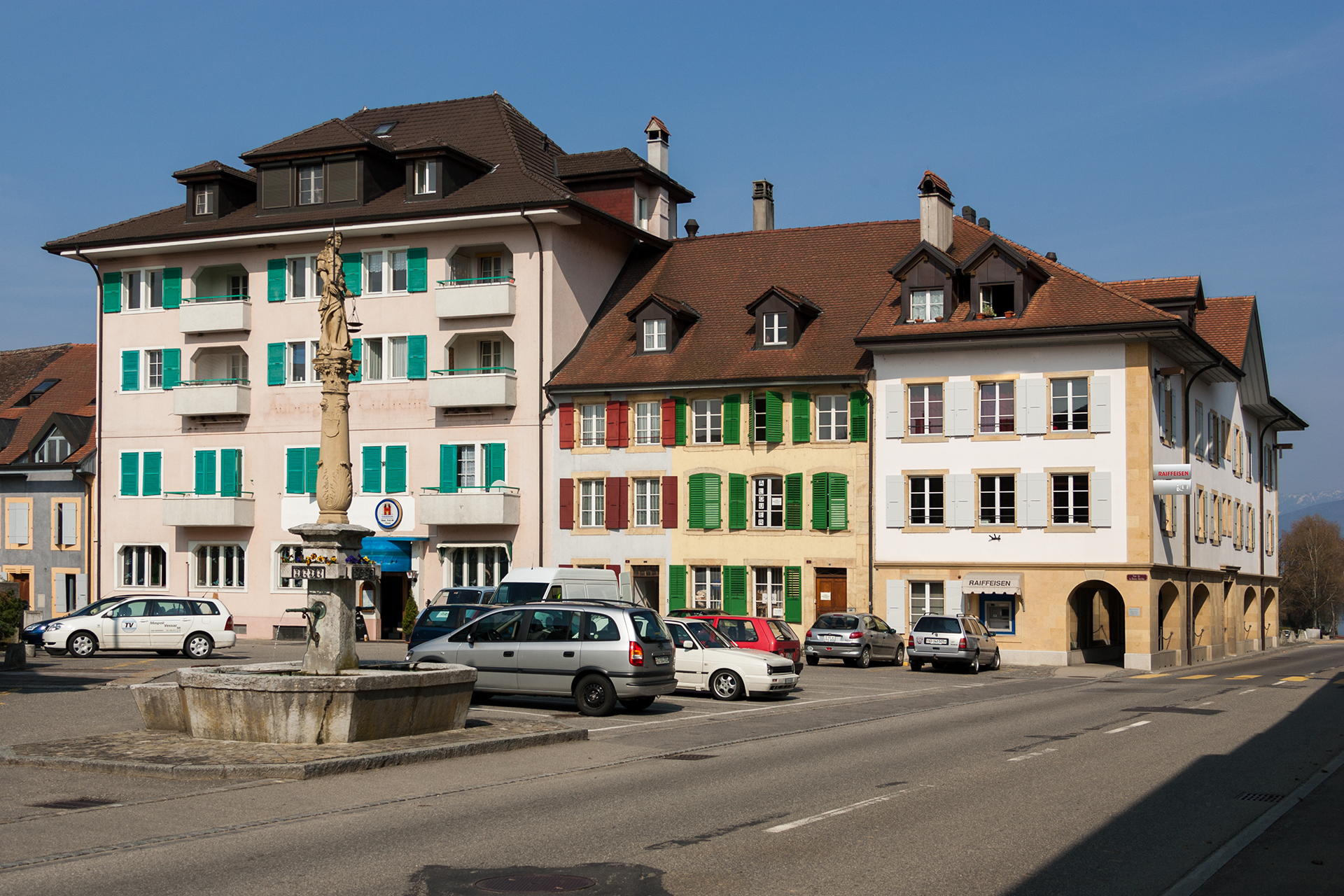
Platz an der Dorfstrasse

Cudrefin war bis Mitte des 20. Jahrhunderts ein vorwiegend durch die Landwirtschaft geprägtes Dorf. Dank der fruchtbaren Böden haben der Ackerbau und der Obstbau noch heute eine wichtige Bedeutung in der Erwerbsstruktur der Bevölkerung. Weitere Arbeitsplätze sind im lokalen Kleingewerbe und vor allem im Dienstleistungssektor vorhanden. In Cudrefin gibt es neben den kleinen Betrieben auch Unternehmen im Bereich des Baugewerbes, der Computertechnik und des Baus von Landwirtschaftsmaschinen. In den letzten Jahrzehnten hat sich das Dorf auch zu einer Wohngemeinde entwickelt. Viele Erwerbstätige sind Wegpendler, die zum Teil in Neuenburg arbeiten.

## Tourismus
Cudrefin ist ein Erholungs- und Ferienort am Ufer des Neuenburgersees. Es verfügt über eine gute touristische Infrastruktur mit Ferienhäusern, Campingplatz, einem Badestrand und zwei grossen Segelhäfen.

## Verkehr
Die Gemeinde ist verkehrstechnisch recht gut erschlossen. Sie liegt an der Verbindungsstrasse von Avenches nach Gampelen und zur Autobahn A5 (Biel-Neuenburg). Durch den Postautokurs, der von Avenches nach Cudrefin verkehrt, ist das Dorf an das Netz des öffentlichen Verkehrs angebunden. Täglich gibt es auch mehrere Postautoverbindungen zum Bahnhof Ins. Durch das Schiffsverkehrsnetz auf dem Neuenburgersee besitzt Cudrefin im Sommer einige Verbindungen mit der Stadt Neuenburg.

## Geschichte

Cudrefin (alt)

Champmartin

Das Gemeindegebiet von Cudrefin war schon sehr früh besiedelt. Entlang des Neuenburgersees wurden mehrere Siedlungsplätze untersucht, die seit dem Neolithikum bewohnt waren. Es wurden reichhaltige archäologische Funde gemacht.
Die erste urkundliche Erwähnung des Ortes erfolgte bereits 999 unter dem Namen Curlefin. Zahlreiche weitere Bezeichnungen erschienen in den späteren Jahren: Codrufim (1184), Culdrefin (1163), Cordefin (1214), Cordelfin (1215), Cudulfin (1228), Cudrufin (1229), Cordulfin (1240), erstmals Cudrefin (1243), danach noch Codefrin (1246), Codulfrin (1268), Culderphin (1269), Culdurphi (1270), Cudrufin (1285), Caudrefin und Cudrifin (um 1300), Cudriffin (1477) und 1668 wieder Cudrefin. Der Ortsname setzt sich aus dem spätlateinischen Wort cortis (Hof) und dem germanischen Personennamen Wulfin zusammen.
Seit seiner ersten Nennung war Cudrefin im Besitz des Bischofs von Sion. Dieser verkaufte seinen Grundbesitz 1246 an Peter von Savoyen. Unter savoyischer Herrschaft wurde der Ort zu einem befestigten Landstädtchen ausgebaut und Mittelpunkt einer Kastlanei. Das Städtchen wird 1268 erstmals in den Urkunden genannt; das Datum der ersten Verleihung des Stadtrechts ist unbekannt, 1471 wurden die städtischen Privilegien jedoch erneuert. Kurz nach 1300 kam Cudrefin unter die Herrschaft der Familie von Grandson, 1393 wieder unter die direkte Verwaltung von Savoyen.
Während der Burgunderkriege (1475) wurde das Städtchen vorübergehend von den Freiburgern eingenommen. Mit der Eroberung der Waadt durch Bern im Jahr 1536 gelangte Cudrefin unter die Verwaltung der Vogtei Avenches. 1790 fielen zahlreiche Häuser einer Feuersbrunst zum Opfer. Nach dem Zusammenbruch des Ancien Régime wurde der Ort 1798 während der Helvetik dem Kanton Freiburg angegliedert. Mit der Inkraftsetzung der Mediationsverfassung 1803 wurde Cudrefin zusammen mit dem heutigen Bezirk Avenches als Exklave wieder dem Kanton Waadt zugeteilt.
Anfang des 19. Jahrhunderts wurden die Stadttore und weitere Befestigungswerke abgerissen. Mit der 1891 abgeschlossenen ersten Juragewässerkorrektion wurde am Ufer des Neuenburgersees durch die Gewässerabsenkung ein Streifen Neuland gewonnen, in dem 1948 ein Vogelschutzgebiet eingerichtet wurde. Der breite Schilfgürtel entlang des Sees, der sich nach der zweiten Juragewässerkorrektion noch vergrösserte, ist seit 1965 im Besitz des Kantons. Seit dem 1. Januar 2002 gehört der Weiler Champmartin, der vorher eine selbständige politische Gemeinde bildete, zu Cudrefin.

## Sehenswürdigkeiten
Nach der Befestigung des Städtchens im Lauf des 13. Jahrhunderts besass Cudrefin eine Ringmauer mit zwei Stadttoren. Diese wurde im 19. Jahrhundert völlig abgetragen. Der einzige Überrest der ehemaligen Befestigung ist ein Turm, der zum Kirchturm des benachbarten Gotteshauses umgestaltet wurde. Beidseits der Hauptstrasse sind stattliche Bürger- und Bauernhäuser aus dem 17. bis 19. Jahrhundert erhalten. Das Hôtel de Ville (Rathaus) ist ein Neubau von 1839. Auf dem Hauptplatz steht die 1605 erbaute Fontaine de la Justice (Gerechtigkeitsbrunnen).
Auf einer Anhöhe bei Montet befindet sich die reformierte Pfarrkirche Saint-Théodule, ein im 15. Jahrhundert errichteter spätgotischer Bau. Daneben steht das Pfarrhaus, das ebenfalls im 15. Jahrhundert erbaut, später aber barockisiert wurde.

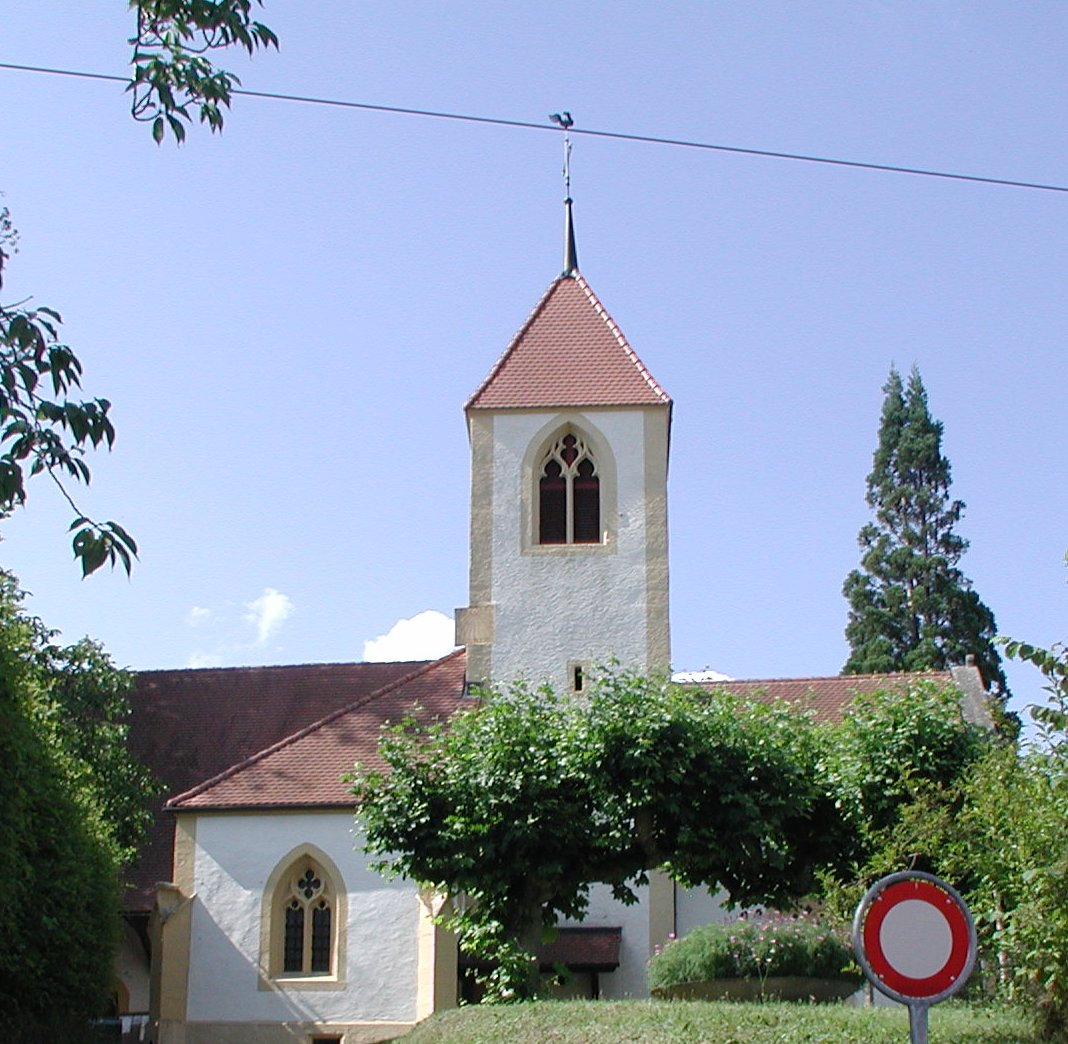
Die Kirche von Montet-Cudrefin
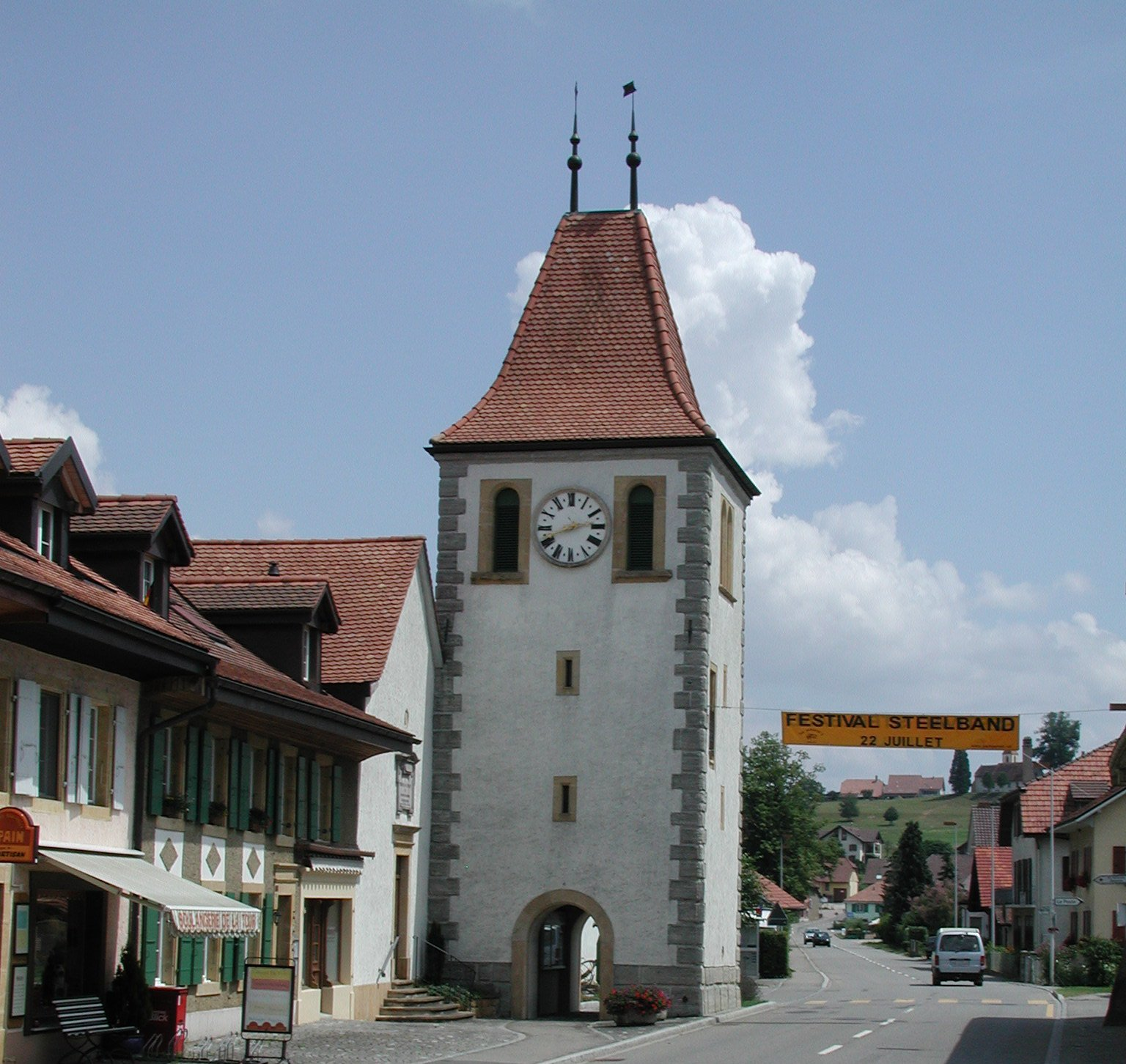
Zeitglockenturm

## Persönlichkeiten
- Nicolas Samuel de Treytorrens (1671–1728), Bürgermeister und Pietist, der später aus Bern und Basel verbannt wurde